# Still Trappin'
«Still Trappin'» — пісня американських реперів Lil Durk та King Von із шостого студійного альбому першого, The Voice, виданого 24 грудня 2020 р. На композицію існує відеокліп і ліриквідео.

## Опис
Є шостою колаборацією виконавців. Після Вонового вбивства Дерк ушанував його на синглі з The Voice, «Backdoor». У пісні Вон виконує приспів. Обоє читають «жорсткі» куплети, «сповнені погроз і вихвалянь». lab.fm і Hypebeast назвали пісню «грізною», тоді як Contactmusic.com вважає її «зловісною»: «Ця спрощена пісня має похмуру приховану силу, зроблену під акомпанемент фортепіано із сильним басом, що слугує саундтреком для вокального спарингу».

## Відгуки критиків
Росс Дваєр із Hypebast зазначив: «Серед помітних барів — дотепні жарти Вона про його зв'язки з картелями та похмуре гумористичне застереження Дерка про те, що його подруги носять електрошокери». Contactmusic.com написав схвально: «Продакшн став ще кращим завдяки недолученому. Обмежене використання всього, окрім вокалу та клавішних, допомагає створити трек, який вирізняється з-поміж багатьох інших на The Voice своєю індивідуальністю. Ліричний зміст чудово проявляється через музику, адже теми, яких торкається Lil Durk: наркотики, залежність, в'язниця та замовні вбивства — не є легкими чи несерйозними. „Still Trappin'“ створює майже кінематографічне відчуття, якщо слухати її без доволі недоречного відео». На думку Реджіни Чо з Revolt: «Вон засуджує мисливців за відомістю, у той час як Дерк ковзає на біті з ліричним куплетом». Рецензуючи сам альбом, Том Брейган зі Stereogum назвав її окрасою релізу: «Для мене альбом по-справжньому пронизано електрикою лише в пісні „Still Trappin“, на якій з'являється покійний King Von і Дерк читає реп, а не виконує свій блюзовий спів».

## Відеокліп
Прем'єра сталася 7 січня 2021 року. Режисер: CrownSoHeavy. У «каламутному, із синім відтінком» відео нема Вона, позаяк кліп знято вже після його смерті. Дерк виконує як Вонів приспів, так і власні куплети, розважаючись зі своїми друзями в студії. За Джорданом Дервіллом із The Fader: «Вони веселяться, але у вас ніколи не виникає відчуття, що вони намагаються уникнути трагедії, яка супроводжує пісню. Дурк віддав шану Вонові, одягнувши кастомну куртку з його великим портретом на спині, нанесеним аерографічним способом. Відео завершується гештеґом #DoIt4Von.

## Чартові позиції
| Чарт (2020–2021)                        | Найвища позиція |
| --------------------------------------- | --------------- |
| Billboard Global 200                    | 93              |
| Канада (Canadian Hot 100)               | 77              |
| New Zealand Hot Singles (RMNZ)          | 12              |
| США (Billboard Hot 100)                 | 53              |
| США (Hot R&B/Hip-Hop Songs) (Billboard) | 15              |
| US Rolling Stone Top 100                | 24              |

| Чарт (2021)                          | Позиція |
| ------------------------------------ | ------- |
| US Hot R&B/Hip-Hop Songs (Billboard) | 77      |

## Сертифікації
| Регіон                                                      | Сертифікація | Продажі   |
| ----------------------------------------------------------- | ------------ | --------- |
| США (RIAA)                                                  | Платиновий   | 1 000 000 |
| продажі+прослуховування, що базуються лише на сертифікаціях |              |           |